# Hubert Dellwing
Hubert Dellwing (* 25. September 1918 in Schaufenberg; † 6. Juni 1980 in Alsdorf) war ein deutscher Politiker (SPD).
Dellwing war Abgeordneter für die SPD im Landtag von Nordrhein-Westfalen. Dellwing wurde in der 4. Wahlperiode über Landesliste gewählt und war vom 15. Juni 1959 bis zum 29. Juli 1962 im Landtag tätig.
Er besuchte nach der Volksschule die Bergmännische Berufsschule. Ab 1953 war er Mitglied des Betriebsrates der Grube Anna II des Eschweiler Bergwerksvereins. 1946 trat Hubert Dellwing in die SPD und in die Industriegewerkschaft Bergbau ein. Schon 1948 wurde er zum Vorsitzenden des SPD-Ortsvereins Alsdorf gewählt. 1949 kam er erstmals in den Rat der Stadt Alsdorf. Hier übernahm er 1950 den Fraktionsvorsitz. 1952 wurde er Kreistagsabgeordneter des Kreises Aachen. Hier war er u. a. im Kreis- und Finanzausschuss und im Kriegsgefangenen-Entschädigungsausschuss tätig. 1956 übernahm er auch hier den Fraktionsvorsitz. Hubert Dellwing schied am 31. Dezember 1971 aus dem Kreistag aus.

## Weblink
Hubert Dellwing beim Landtag Nordrhein-Westfalen
| Personendaten    | Personendaten                  |
| ---------------- | ------------------------------ |
| NAME             | Dellwing, Hubert               |
| KURZBESCHREIBUNG | deutscher Politiker (SPD), MdL |
| GEBURTSDATUM     | 25. September 1918             |
| GEBURTSORT       | Schaufenberg                   |
| STERBEDATUM      | 6. Juni 1980                   |
| STERBEORT        | Alsdorf                        |